# Massacro di Mosul del 2017
Il massacro di Mosul del 2017 fu un eccidio di civili causato da un bombardamento americano nel quartiere di al-Aghawat al-Jadidah, nella parte occidentale di Mosul il 17 marzo 2017. L'incidente ha provocato il più alto numero di vittime in un singolo attacco aereo dall'invasione dell'Iraq del 2003 da parte delle forze statunitensi.

## Antefatti
A partire dal 16 ottobre 2016, le forze a guida americana hanno iniziato a riprendere il controllo della città di Mosul dopo che questa era caduta sotto l'occupazione dello Stato islamico dell'Iraq e del Levante (ISIL) nel 2014. Il 24 gennaio 2017, la metà orientale della città fu liberata dal controllo dell'ISIS e poco dopo le forze della coalizione iniziarono ad avanzare nella parte occidentale di Mosul.
A febbraio, l'amministrazione Trump dichiarò che gli Stati Uniti avrebbero intensificato bruscamente l'offensiva a Mosul. Il Pentagono riferì che nelle ultime due settimane di marzo furono rilasciate circa 1.400 bombe sulla città. L'Osservatorio iracheno per i diritti umani confermò un aumento del tasso di attacchi di droni e con l'ausilio di testimonianze oculari, documentò la morte di 3.846 morti civili e la distruzione di 10.000 case dall'inizio dell'offensiva nella parte occidentale della città. Bassma Bassim, il capo del Consiglio distrettuale di Mosul, affermò che i raid aerei americani dal 10 marzo al 17 marzo avevano ucciso da soli "più di 500" civili.

## L'attacco aereo del 17 maggio
Prima dell'attacco, le forze speciali irachene del servizio antiterrorismo (CTS) erano impegnate in un'offensiva per riprendere il controllo di un'area controllata da un presidio dell'ISIS composto dai 35 e i 40 combattenti. Le forze del CTS erano rimaste ferme sulla linea del fronte per tre giorni prima di pianificare una nuova offensiva nel quartiere. Alle ore 07.00 del mattino del 17 maggio, le truppe irachene iniziarono il loro assalto per catturare e e liberare il settore. Durante l'assalto, gli osservatori del CTS individuarono due cecchini dell'ISIS nell'angolo sud-ovest al secondo piano di un edificio, impegnati a trattenere le truppe irachene. Le forze speciali quindi chiesero un attacco aereo di supporto al comando della coalizione per eliminare i cecchini. Alle ore 08:24 del mattino, dopo aver ricevuto l'autorizzazione all'incursione, un aereo della coalizione condusse un attacco aereo contro il bersaglio. L'aereo trasportava una singola bomba guidata GBU-38, giudicata come risposta appropriata per neutralizzare i cecchini senza provocare eccessivi danni collaterali. La bomba centrò l'edificio, penetrando il soffitto ed esplodendo al secondo piano. Tuttavia, a seguito dell'attacco, l'intero edificio crollò in una sequenza di esplosioni, causando la morte di 105 civili; di questi, 101 risultavano essere nell'edificio, mentre altri 4 erano in un edificio accanto al primo.